# Die keusche Susanne (Operette)
Die keusche Susanne ist eine Operette in drei Akten von Jean Gilbert nach einem Libretto von Georg Okonkowski und Alfred Schönfeld. Der Text basiert auf der französischen Komödie Fils à Papa von Antony Mars und Maurice Desvallières. Die Operette erlebte ihre Uraufführung am 26. Februar 1910 am Wilhelm-Theater in Magdeburg; der deutsche Titel assoziiert mit der biblischen Gestalt, der keuschen Susanna im Bade. Robert Gilbert, der Sohn des Komponisten, gestaltete das Werk 1953 sowohl textlich als auch musikalisch neu. So verlegte er beispielsweise die Handlung von Paris nach Berlin. Der vorliegende Artikel behandelt diese Neufassung.

## Orchester
Zwei Flöten, zwei Oboen, zwei Klarinetten, zwei Fagotte, vier Hörner, drei Trompeten, drei Posaunen, eine Gitarre, eine Celesta, eine Harfe, großes Schlagwerk und Streicher.

## Handlung

### Erster Akt
Bild: Saal
Anlässlich seiner Erhebung in den Adelsstand richtet Baron Conrad von Felseneck in seiner Villa ein Fest aus. Seine Gattin ist die Vorsitzende des örtlichen Tusneldabundes, der sich die moralische Disziplin auf seine Fahnen geschrieben hat. Heute wird zum ersten Mal der vom Verein gestiftete Tugendpreis verliehen. Die Wahl ist auf Susanne Fleuron gefallen, die mit ihrem Mann aus Eisenach angereist ist. Der Preis ist mit dem Ehrentitel „Die keusche Susanne“ verbunden. Eigentlich wird die so Ausgezeichnete den Anforderungen, welche die Satzung des Vereins von ihr verlangt, nicht gerecht; denn Susanne ist eine sehr lebenslustige Frau und lässt in amourösen Dingen nichts anbrennen.
Auch den gerade der Pubertät entwachsenen Kindern des Ehepaares Felseneck ist das moralische Getue ihrer Eltern höchst zuwider. Pauline hat sich heimlich mit René Wildhagen verlobt, und ihr Bruder Paul ist ganz versessen darauf, erste praktische Erfahrungen mit Frauen zu sammeln. René nutzt die Gunst der Stunde und bittet den Baron um die Hand seiner Tochter. Felseneck aber kennt den jungen Lebemann nur zu gut und erteilt ihm eine Abfuhr. Schließlich einigen sich die beiden dahingehend, dass Felseneck der Verlobung zustimmen werde, wenn es René gelingen sollte, ihn in flagranti bei einem Seitensprung zu erwischen.
René zögert nicht lange, seinen Plan umzusetzen. Er sorgt dafür, dass Felseneck von einer Dame die Einladung ins „Palais de Dance“ zugespielt wird. Der Baron ist dort kein Unbekannter, hat er doch schon mehrmals in diesem Etablissement heimlich ein paar Stunden verbracht. Am Ende der Feier schleicht er sich aus dem Haus. Bald danach folgen ihm die übrigen Gäste. Nur die Vorsitzende des Tusneldabundes bleibt in der Villa zurück.

### Zweiter Akt
Bild: Im „Palais de Dance“
In dem Nachtlokal hat Felseneck bald eine Lady Rosa als Absenderin des ominösen Briefchens ausgemacht und bändelt sogleich mit ihr an. Der alte Schwerenöter hat keine Ahnung, dass sie die Gattin seines Freundes Hintzmeyer ist und früher eine gewisse Zeit in dem Etablissement als Animierdame gearbeitet hat. Susanne Fleuron erteilt dem jungen Felseneck in einem Chambre separée eine Lektion in Verführungskunst. René ertappt selbstverständlich seinen Schwiegervater in spe in einer misslichen Lage und erzwingt so dessen Zustimmung zur Hochzeit mit seiner Tochter. Oberkellner Krause wird mit Geld zum Schweigen gebracht.

### Dritter Akt
Bild: Salon
Tags darauf begegnen sich wieder alle Beteiligten in Felsenecks Villa. Jeder versichert dem anderen, sein Besuch im „Palais de Dance“ habe ausschließlich Studienzwecken gedient, um anschließend besser gegen das Laster vorgehen zu können. So bleibt der Schein gewahrt. Als dann aber die Gesellschaft merkt, dass Frau von Felseneck einen neuen Butler eingestellt hat und sich dieser als der frühere Oberkellner vom „Palais de Dance“ entpuppt, bekommen doch noch einige ein schlechtes Gewissen. Die Aufregung indessen ist unbegründet, denn Krause hat in seiner langjährigen Dienstzeit gelernt, dass es für ihn nur von Vorteil ist, Diskretion walten zu lassen.

## Musik
Auch wenn die Operette in Magdeburg aus der Taufe gehoben wurde, ist sie doch eine typisch Berliner Operette, in der die Marschlieder dominieren. Für die Neufassung hat der Sohn des Komponisten auch auf ein paar Lieder seines Vaters aus dessen erfolgloseren Operetten zurückgegriffen, um sie so vor dem Vergessenwerden zu bewahren. Besonders populär wurden Ja, das haben die Mädchen so gerne, Puppchen, du bist mein Augenstern, Wenn der Vater mit dem Sohne abends auf den Bummel geht und der Walzer Wenn die Füßchen sich heben und schweben.

## Verfilmungen
Die Operette wurde schon mehrmals verfilmt, und dies nicht nur in ihrem Entstehungsland (1926 und 1972), sondern auch in Argentinien (1945), in Spanien (1963) und in Frankreich (1937). Nähere Informationen dazu gibt es bei den Weblinks.